# Deep Blue (album)
Deep Blue è il terzo album della band metalcore australiana Parkway Drive, pubblicato il 25 giugno 2010 dall'etichetta discografica Epitaph. Registrato a Los Angeles tra marzo e aprile 2010, l'album ha vinto l'ARIA Award 2010 come miglior album hard rock/heavy metal.

## Tracce
1. Samsara – 1:45
2. Unrest – 2:19
3. Sleepwalker – 4:01
4. Wreckage – 3:21
5. Deadweight – 3:47
6. Alone – 4:30
7. Pressures – 3:22
8. Deliver Me – 4:13
9. Karma – 3:49
10. Home Is for the Heartless (feat. Brett Gurewitz) – 4:08
11. Hollow (feat. Marshall Lichtenwaldt) – 3:00
12. Leviathan I – 3:49
13. Set to Destroy – 1:34

## Formazione
Parkway Drive
- Winston McCall – voce
- Jeff Ling – chitarra solista
- Luke Kilpatrick – chitarra ritmica
- Jia O'Connor – basso
- Ben Gordon – batteria, percussioni

Altri musicisti
- Brett Gurewitz – voce in Home Is for the Heartless
- Marshall Lichtenwaldt – voce in Hollow

## Classifiche
| Classifica (2010)          | Posizione massima |
| -------------------------- | ----------------- |
| Australia                  | 2                 |
| Austria                    | 68                |
| Germania                   | 46                |
| Nuova Zelanda              | 21                |
| Regno Unito                | 112               |
| Regno Unito (independent)  | 13                |
| Regno Unito (rock & metal) | 11                |
| Stati Uniti                | 39                |
| Stati Uniti (independent)  | 4                 |
| Stati Uniti (rock)         | 7                 |
| Stati Uniti (hard rock)    | 2                 |
| Svizzera                   | 84                |